# Károly Simonyi

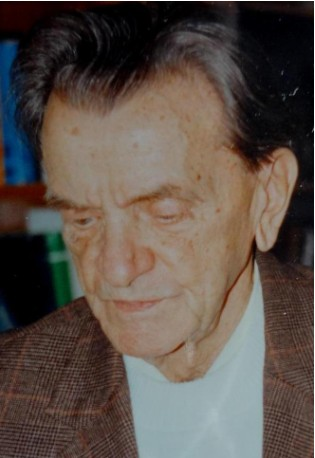
Károly Simonyi

Károly Simonyi (ur. 18 października 1916, Egyházasfalu, zm. 9 października 2001) – węgierski fizyk. Studiował i doktoryzował się na Technicznym Uniwersytecie Budapeszt.
W 1948 został profesorem elektrotechniki Politechniki Budapeszteńskiej, a w latach 1952 – 1958 kierował działem fizyki jądrowej w centralnym instytucie badawczym Węgierskiej Akademii Nauk. Oprócz działalności dydaktycznej i naukowej, opublikował liczne podręczniki, literaturę fachową i leksykony. Jego najbardziej znaną publikacją jest przetłumaczona na wiele języków: A fizika kultúrtörténetének (Fizyka - historia kultury) .